# Kỳ Hoa
Kỳ Hoa là một xã thuộc thị xã Kỳ Anh, tỉnh Hà Tĩnh, Việt Nam.

## Địa lý
Xã Kỳ Hoa nằm ở phía nam thị xã Kỳ Anh, có vị trí địa lý:
- Phía đông giáp phường Hưng Trí
- Phía tây và phía nam giáp huyện Kỳ Anh
- Phía bắc giáp phường Hưng Trí và huyện Kỳ Anh.

Xã Kỳ Hoa có diện tích 32,33 km², dân số năm 2204 là 7.961 người, mật độ dân số đạt 246 người/km².
Sông Trí chảy qua xã.

## Hành chính
Xã Kỳ Hoa được chia thành 6 thôn: Hoa Đông, Hoa Sơn, Hoa Tân, Hoa Thắng, Hoa Tiến, Hoa Trung.

## Lịch sử
Ngày 8 tháng 9 năm 1986, Hội đồng Bộ trưởng ban hành Quyết định số 105-HĐBT về việc thành lập thị trấn Kỳ Anh trên cơ sở điều chỉnh 17 hécta diện tích tự nhiên và 102 người của xã Kỳ Hoa.
Sau khi điều chỉnh, xã Kỳ Hoa còn 5.071 ha diện tích tự nhiên và 3.153 người.
Ngày 10 tháng 4 năm 2015, Ủy ban Thường vụ Quốc hội ban hành Nghị quyết số 903/NQ-UBTVQH13 về việc thành lập thị xã Kỳ Anh thuộc tỉnh Hà Tĩnh trên cơ sở một phần diện tích và dân số của huyện Kỳ Anh. Xã Kỳ Hoa trực thuộc thị xã Kỳ Anh.